# Ukrainische Eishockeyliga 2010/11
Die Saison 2010/11 war die 18. Spielzeit der ukrainischen Eishockeyliga, der höchsten ukrainischen Eishockeyspielklasse. Meister wurde zum ersten Mal in der Vereinsgeschichte überhaupt der HK Donbass Donezk.

## Modus
Die sieben Mannschaften absolvierten in der Hauptrunde insgesamt 24 Spiele. Die sechs bestplatzierten Mannschaften qualifizierten sich für die Playoffs, in denen der Meister ausgespielt wurde. Für einen Sieg nach regulärer Spielzeit erhielt jede Mannschaft drei Punkte, für einen Sieg nach Overtime zwei Punkte, bei einer Niederlage nach Overtime gab es ein Punkt und bei einer Niederlage nach regulärer Spielzeit null Punkte.

## Hauptrunde

### Division A
|    | Klub                       | Sp | S  | OTS | OTN | N  | Tore    | Punkte |
| -- | -------------------------- | -- | -- | --- | --- | -- | ------- | ------ |
| 1. | HK Donbass Donezk          | 24 | 22 | 1   | 0   | 1  | 179:032 | 68     |
| 2. | HK Sokil Kiew              | 24 | 16 | 0   | 3   | 5  | 122:065 | 51     |
| 3. | HK Kompanjon-Naftohas Kiew | 24 | 15 | 0   | 0   | 9  | 088:068 | 45     |
| 4. | HK Charkiw                 | 24 | 14 | 1   | 0   | 9  | 121:089 | 44     |
| 5. | Bily Bars Browary          | 24 | 6  | 1   | 0   | 17 | 065:137 | 20     |
| 6. | HK Podil                   | 24 | 6  | 0   | 0   | 18 | 061:072 | 18     |
| 7. | WHK Worony Sumy            | 24 | 2  | 0   | 0   | 22 | 033:206 | 6      |

Sp = Spiele, S = Siege, N = Niederlagen, OTS = Overtime-Sieg, OTN = Overtime-Niederlage

## Playoffs

### Playoff-Viertelfinale
- Bily Bars Browary – HK Charkiw 1:2
- WHK Woroni Sumy – HK Kompanjon-Naftohas Kiew 0:2

### Playoff-Halbfinale
- HK Charkiw – HK Donbass Donezk 0:2
- HK Kompanjon-Naftohas Kiew – HK Sokil Kiew 1:2

### Spiel um Platz 3
- HK Charkiw – HK Kompanjon-Naftohas Kiew 1:2

### Playoff-Finale
- HK Sokil Kiew – HK Donbass Donezk 0:2